# Цалай-Якименко, Александра Сергеевна
Александра Сергеевна Цалай-Якименко (27 марта 1932, Лубны — 29 июля 2018) — советский и украинский музыковед родом с Полтавщины. Член Национального союза композиторов Украины.

## Биография
Родилась Александра Цалай в 1932 году в городе Лубнах на Полтавщине во время Голодомора. Оба родителя имели высшее образование: отец окончил Московский инженерно-технологический институт, а мать — Киевский университет. В 1940 году родители переехали во Львов, где и прожила большую часть своей жизни Александра Цалай-Якименко. Там она начала ходить в школу, училась в Музыкальном училище, Университете (два года на физико-математическом факультете), а позже окончательно выбрала свою профессию — музыка и музыковедение (окончила консерваторию в 1958 году у С. Людкевича по двум специальностям — фортепиано и музыковедение). Затем последовала учёба в аспирантуре при Киевской консерватории (класс Г. Таранова и А. Шреер-Ткаченко, 1959—1962), где она написала и защитила диссертацию об интерпретации «Завещания» Шевченко в музыке (среди её оппонентов была Михайлина Коцюбинская).
С 1963 года Цалай-Якименко преподавала в Львовской консерватории. Однако позднее была вынуждена покинуть консерваторию, переехала в Киев и работала редактором издательства «Музыкальная Украина». Затем работала в марьяновской музыкальной школе под Киевом. С середины 90-х годов Цалай-Якименко снова во Львове, возобновила работу в консерватории, получила звание доцента, профессора, защитила докторскую диссертацию. Благодаря ей в университете была создана кафедра музыкальной украинистики и медиевистики.
Цалай-Якименко особое внимание посвятила сохраненной во Львове украинской рукописи «Грамматики мусикийськой» Николая Дилецкого (1723) и подготовила к печати факсимильное издание со своим исчерпывающим комментарием (К.: «Музыкальная Украина» — 1970). Статьи по украинской музыкальной культуре XVI—XVII веков в музыкальных журналах и сборниках и о музыкальной жизни Львова, передачи по радио и телевидению.
Проживала в Полтаве.